# Skąd się bierze woda sodowa
Skąd się bierze woda sodowa – polski komiks dla dzieci autorstwa Tadeusza Baranowskiego. Debiut Kudłaczka i Bąbelka.
Komiks publikowany był początkowo pt. Prapradziadka Hieronima opowieści dziwnej treści w gazecie Świat Młodych w 1976 roku. Następnie ukazał się wraz z Antresolką Profesorka Nerwosolka w albumie Skąd się bierze woda sodowa… i nie tylko wydanym w 1985 roku, gdzie na potrzeby albumu Baranowski przerysował część komiksu.

## Fabuła
Czasy Dzikiego Zachodu. Dwaj poszukiwacze przygód, Buffalo Kudłaczek i Bill Bąbelek jako miłośnicy wody sodowej, postanawiają poszukać źródła wody sodowej. Po otrzymaniu planu przez wodza Indian „Wielkiego Niepokoju”. Podczas wyprawy Kudłaczek i Bąbelek napotykają wiele charakterystycznych postaci, takich jak Morgan i jego chata, sęp na pustyni, yeti, potwór z Loch Ness, czy sam autor komiksu.